# Kaukura
Kaukura, également nommé Kaheko, est un atoll situé dans l'archipel des Tuamotu en Polynésie française dans le sous-groupe des Îles Palliser. Il est rattaché administrativement à la commune d'Arutua.

## Géographie

### Situation

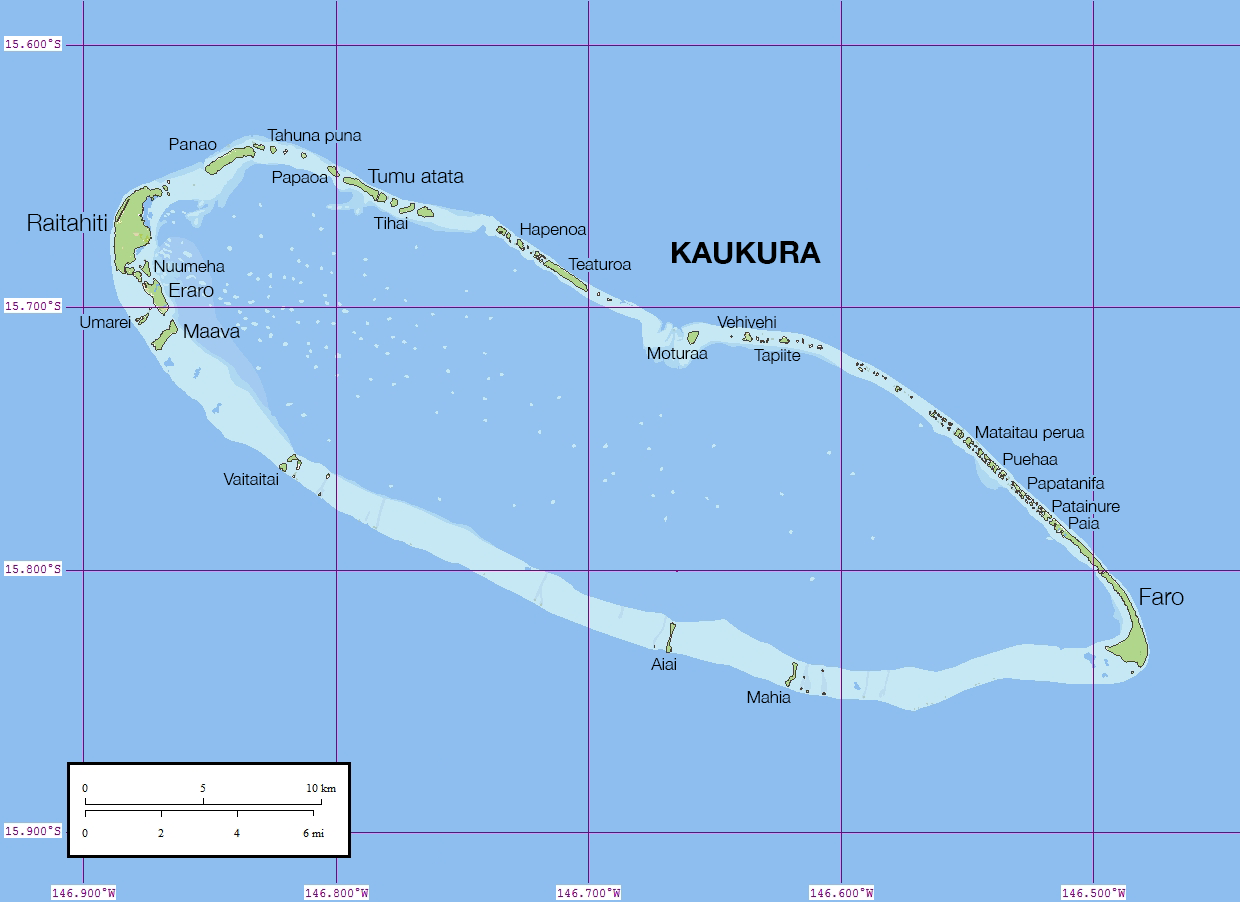
Carte topographique de Kaukura.

Kaukura se trouve à 24 km au sud d'Arutua et d'Apataki ainsi qu'à 330 km au nord-est de Tahiti. C'est un atoll ovoïde de 47 km de longueur et 13 km de largeur maximales pour une surface de terres émergées de 11 km2, réparties en une cinquantaine de motus. Son grand lagon, d'une superficie de 434 km2, est accessible par une passe unique au nord.

### Géologie
D'un point de vue géologique, l'atoll est l'excroissance corallienne (de quelques mètres) du sommet d'un petit mont volcanique sous-marin homonyme qui mesure 805 mètres depuis le plancher océanique et fut formé il y a 60,1 à 62,3 millions d'années.

### Démographie
En 2017, la population totale de Kaukura est de 414 personnes, principalement regroupées dans le village de Raitahiti ; son évolution est la suivante :
| 210                                                     | 290 | 379 | 356 | 541 | 475 | 414 |
| Sources ISPF et Gouvernement de la Polynésie française. |     |     |     |     |     |     |

## Histoire

### Découverte par les Européens
L'atoll fut pour la première fois rapporté par un Européen le 19 avril 1774 par le navigateur britannique James Cook, qui l'aborde lors de son deuxième voyage en Polynésie et l'associe au groupe des Îles Palliser. Le 19 juillet 1820, l'explorateur russe Fabian Gottlieb von Bellingshausen accoste également l'atoll lors de son expédition australe.

### Époque contemporaine
Au XIXe siècle, Kaukura devient un territoire français, d'environ 100 habitants autochtones, qui développe la production d'huile de coco (environ 15 tonneaux par an vers 1860). Dans la seconde moitié du XIXe siècle, l'atoll est évangélisé avec la fondation de la paroisse Saint-Jean-Baptiste en 1897, puis la construction d'une nouvelle église homonyme en 1961, rattachée au diocèse de Papetee.
En 1903, l'atoll a été durement touché par un cyclone.

## Économie

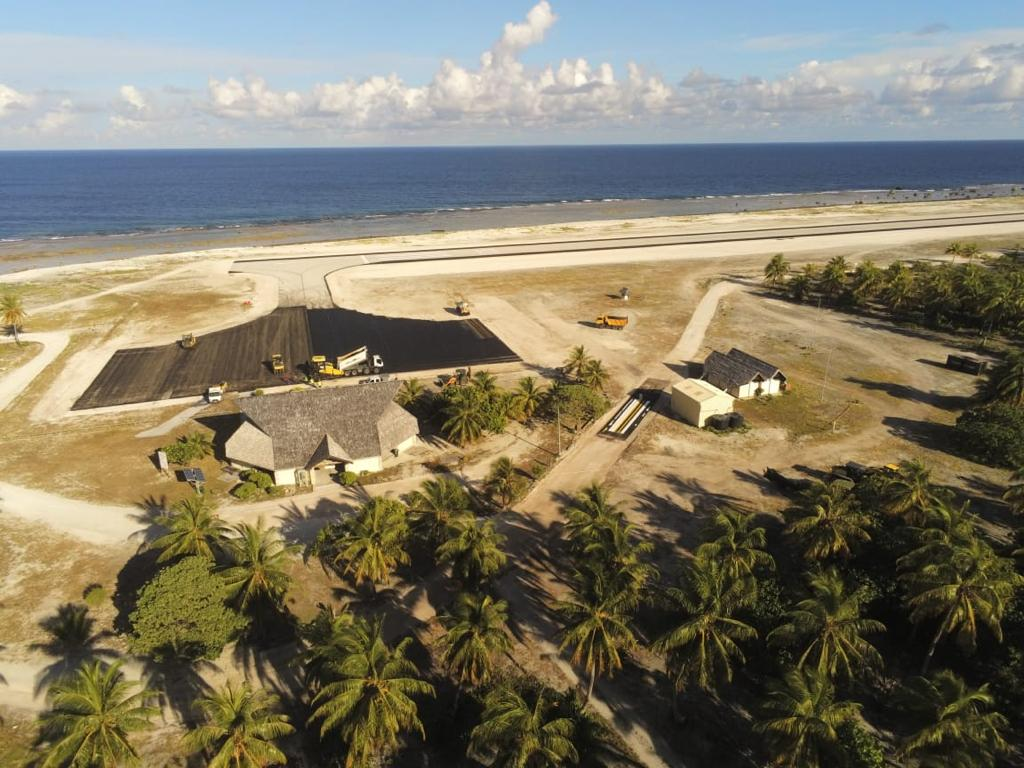
Bitumage de l'aéroport (2022)

Le tourisme et la pêche lagonaire, essentiellement à destination de Tahiti, sont les principales sources d'activité de Kaukura. L'atoll possède depuis 1994 un aérodrome avec une piste de 1 000 mètres située sur le grand motu ouest. Il accueille, en moyenne, environ 175 vols et 3 500 passagers par an, dont 30% en transit.
L'aterrage du câble sous-marin Natitua et sa mise en service en décembre 2018 permet à Kaukura d'être relié à Tahiti et à l'internet mondial à haut-débit.

## Flore et faune
Katiu accueille des spécimens de Cassytha filiformis, Abutilon grandifolium, Hibiscus tiliaceus, et des Amaranthaceae du genre Achyranthes aspera var. velutina.